# Óscar Liera
Óscar Liera (Culiacán, Sinaloa, 24 de diciembre de 1946 - 5 de enero de 1990) fue un dramaturgo y director teatral mexicano. Es considerado uno de los creadores escénicos mexicanos más importantes de la segunda mitad del siglo XX. Fue un destacado integrante de la Nueva Dramaturgia Mexicana.
Liera es reconocido por sus características obras en las que con humor critica despiadadamente a la Iglesia y el Estado, por sus originales y novedosas estructuras dramatúrgicas, pero sobre todo por el profundo amor que le tenía a su tierra y a su gente.  El valor de su obra radica en haber sido el precursor de todo un movimiento, un estilo de teatro: la recuperación de la cultura patrimonial. Óscar Liera compuso 36 obras teatrales. De las más destacadas podemos mencionar El camino rojo a Sabaiba, El jinete de la divina providencia, Los negros pájaros del adiós, Los camaleones, entre otras. Fundó el Taller de Teatro de la Universidad Autónoma de Sinaloa (Tatuas)

## Inicios
Cursó estudios de arte dramático en el Instituto Nacional de Bellas Artes (INBA), estudió en la Universidad de La Sorbona, Francia; en la Universidad de Vicennes "Stages du Théatre"; en la Universitá degli Studi di Siena; estudió también, la licenciatura en lengua y literatura hispánicas de la Universidad Nacional Autónoma de México (UNAM).
Fue profesor en la Facultad de Filosofía y Letras de la UNAM y fundador del Taller de Teatro de la Universidad Autónoma de Sinaloa (TATUAS) (1982-1990), donde montó muchas obras recorriendo 20 estados de la República y algunas ciudades de Colombia y Estados Unidos. En este taller representó, bajo su dirección, obras propias y de otros autores como: Sor Juana Inés de la Cruz, Juan Ruiz de Alarcón, Félix Lope de Vega, Federico García Lorca, Ernesto Cardenal, Jaime Sabines, Inés Arredondo y otros.
El dramaturgo, poeta y director de teatro fue considerado uno de los creadores escénicos más importantes de México de la segunda mitad del siglo XX. Liera es reconocido por sus obras en las que hace uso del humor y la crítica despiadada contra la Iglesia y el gobierno, por sus novedosas estructuras dramatúrgicas, pero sobre todo por el profundo respeto con el que trató las costumbres y el habla popular de su tierra.
Óscar Liera dejó escritas 36 obras de teatro. Algunas de las más destacadas son El camino rojo a Sabaiba, El jinete de la divina providencia, Los negros pájaros del adiós y Los camaleones, entre otras. Fundó el Taller de Teatro de la Universidad Autónoma de Sinaloa (Tatuas), donde montó numerosas obras, muchas de ellas de abierta crítica a la autoridad y al abuso del poder (gobierno, iglesia, familia).
Para el cineasta mazatleco Óscar Blancarte, quien conoció al dramaturgo seis años antes de su prematuro fallecimiento a causa del Sida, lo recordó así: “era encantador, atraía a la gente, a los estudiantes, fundó el Tatuas, hizo mucho por el teatro. Creó los encuentros de teatro del noroeste, siempre estaba trabajando, aún enfermo, lo que más me sorprendía era su capacidad y disciplina. Aún enfermo escribió”.
Blancarte participó en el homenaje por los 20 años del fallecimiento de Liera a principios de 2010, entonces declaró que tuvo “el gusto de conocerlo. Fuimos amigos; cuando iba a la ciudad de México, nos veíamos, salíamos con dramaturgos, actores, fue una época muy productiva. Trabajó conmigo en mi primera película de nombre Que me maten de una vez, en la que participó como de actor representándose casi a sí mismo; es la historia de un director de teatro que regresa a su ciudad natal a montar una obra, nos leía sus obras que empezaba a escribir a mí y a otros amigos cuando iba a Mazatlán. También realicé dos adaptaciones de su pieza El jinete de la divina providencia y luego, ya fallecido, pude llevar al cine su obra Dulces compañías”.
Liera cursó estudios de Arte Dramático en el Instituto Nacional de Bellas Artes (INBA), estudió en la Universidad de La Sorbona, Francia; en la Universidad de Vicennes “Stages du Théatre”; en la Universitá degli Studi di Siena; estudió también, la licenciatura en Lengua y Literatura Hispánicas de la Universidad Nacional Autónoma de México (UNAM).
Fue profesor en la Facultad de Filosofía y Letras de la UNAM y fundador del Taller de Teatro de la Universidad Autónoma de Sinaloa (Tatuas), de 1982-1990, donde montó muchas obras recorriendo 20 estados de la República y algunas ciudades de Colombia y Estados Unidos. En este taller representó, bajo su dirección, obras propias y de otros autores como Sor Juana Inés de la Cruz, Juan Ruiz de Alarcón, Félix Lope de Vega, Federico García Lorca, Ernesto Cardenal, Jaime Sabines e Inés Arredondo, entre otros.

## El teatro de Liera
Con motivo de la publicación Teatro escogido de Oscar Liera, por el Fondo de Cultura Económica (FCE), el crítico Geney Beltrán Félix, señaló en la revista Letras Libres que El camino rojo a Sabaiba (1988) es una obra maestra del teatro hispanoamericano. Óscar Liera ahí consuma, ahí funde sus dotes y reiteraciones: pareciera que su teatro previo, de la farsa al drama épico, fue una sucesión de aprendizajes para esa creación mayor…”
Y aclara que El camino rojo… “es la historia del teniente Romero Castro, quien –en la versión escénica de Juan Preciado– llega a un sitio en que vivos y almas en pena conviven en vasos promiscuos. El dominio técnico y estilístico se rige por la multiplicidad: el habla regional no es sólo transcrita, es conjugada con otros dejos lingüísticos, como el de la evocación lírica; los personajes actúan pasiones, miedos y delitos que se han insertado en una larga cuenta temporal, misma que se tensa en un solo punto, el de la representación, al grado de que varias versiones de un hecho tienen espacio y niegan cualquier certidumbre”.
La escritora Esther Seligson también advirtió que en esta obra se integran “realidad social, realidad onírica y realidad mítica, sin hiatos entre lo que se considera subjetividad y objetividad, entre ese color sepia de los recuerdos y rememoraciones, y el color natural del presente”.
Beltrán Félix, en el artículo citado, se destaca al menos tres etapas en el desarrollo de la obra dramática del sinaloense: “El primer Liera –de Las Ubárry (1975) a La piña y la manzana (1979)– es fársico: los personajes buscan huir a una esfera soñada, merced al dinero, la descendencia o un estilo diferente de vida, pero, con la complicidad de su tendencia a los declives, terminan traicionándose, deglutiéndose entre sí con escarnio. 
“Habría un segundo núcleo en la obra de Liera; en este aparece, en varios casos, un protagonista que, sin salvarse de la destrucción, se eleva de la mediocridad antes genérica. Resulta un vengador, como El Tipo de Bajo el silencio (1985) y Un misterioso pacto (1987), o un soñador incomprendido, como el joven, a ratos muy plano por el tono hagiográfico con que se le retrata, de Los negros pájaros del adiós (1987)”.
El crítico destaca que “existe un tercer Liera, el brillante dramaturgo de una forma nueva de la épica regional. Este daría sus primeras señales en el conflicto endogámico de Las juramentaciones (1983) e incluiría la tríada de El oro de la revolución mexicana (1984), El jinete de la divina providencia (1985) y Los caminos solos (1987)”, en las que “la geografía y el habla son las del estado de Sinaloa, pero ambas se ven trascendidas por la construcción onírica y lírica que viene de lo legendario”. Y luego, al final,  vendría El camino rojo a Sabaiba (1988). 
La obra dramática de Óscar Liera es abundante, a pesar de que se hizo en prácticamente tres lustros.  Además del mencionado Teatro escogido (FCE), se pueden consultar las antologías Pez en el agua (antología, edición póstuma, UAS, 1990) y La piña y la manzana: viejos juegos en la dramática (UNAM, 1982).
Esta última incluye: Las Ubárry (estrenada en 1978); Las damas; El gordo (estrenada en 1980); Cúcara y Mácara (estrenada en 1981); La cultura popular (estrenada en 1981); La fuerza del hombre (estrenada en 1982); Las juramentaciones (Premio Juan Ruiz de Alarcón 1983); Aquí no pasa nada; La pesadilla de una noche de verano (estrenada 1983); El Lazarillo de Tormes (estrenada en 1983); Repaso de indulgencia; La ñonga (estrenada en 1983); El camino de locos (estrenada en 1983); El jinete de la divina providencia (estrenada en 1984, adaptación cinematográfica, 1988); El oro de la Revolución mexicana (Premio de la primera etapa del Concurso Nacional Histórico, INBA y Gobierno de los estados, 1984; estrenada en 1986).
Las obras de Liera expresan una crítica social a través de una ingeniosa ironía, que en algunos casos puede herir a sectores conservadores. El tema central de la obra "Cúcara y Mácara" ha incomodado a muchos creyentes, por la relación que puede advertirse entre las apariciones de la virgen de Guadalupe y las apariciones de la Virgen de Siquitibum que plantea la obra. En una de las representaciones en el Teatro Juan Ruíz de Alarcón del Centro Cultural Universitario de la UNAM, exactamente en la del 28 de julio de 1982, un grupo de personas al grito de "¡Guadalupanos!", saltaron al escenario y agredieron físicamente a los actores. "Varios de ellos fuerons hospitalizados con lesiones severas" (1)
Además, escribió Los camaleones (estrenada en 1980); La gudogofa (estrenada en 1980); Camino de Tatuas (estrenada en 1986); Las fábulas perversas ( estrenada en 1986); Los negros pájaros del adiós (estrenada en 1986); El camino rojo a Sabaiba (Premio Juan Ruiz de Alarcón 1987); Las dulces compañías (Premio Juan Ruiz de Alarcón, 1988); La piña y la manzana (estrenada en 1988); Los caminos solos, Heraclio Bernal, visión de personaje (estrenada en 1989) y La infamia (estrenada en 1990).
Montó y dirigió obras de otros autores como Don Juan Tenorio, de José Zorrilla (estrenada en 1987); El caballero de Olmedo, de Lope de Vega (presentada en el Festival Cervantino, 1987).
Al principio de su carrera publicó el libro de poesía Elisa y sus siete muertes (Culiacán, Sinaloa, México, Talleres Verdugo, 1978).

## Obra
Antología:
- Pez en el agua, edición póstuma, UAS, 1990.

Teatro:
- La piña y la manzana: viejos juegos en la dramática, UNAM, 1982, que incluye: "Las Ubárry", estrenada en 1978; "Las damas"; "El gordo", estrenada en 1980; "Cúcara y Mácara", estrenada en 1981; "La cultura popular", estrenada en 1981; "La fuerza del hombre", estrenada en 1982; "Las juramentaciones", Premio Juan Ruiz de Alarcón 1983; "Aquí no pasa nada"; "La pesadilla de una noche de verano", estrenada 1983; "El Lazarillo de Tormes", estrenada en 1983; "Repaso de indulgencia"; "La ñonga", estrenada en 1983; "El camino de locos", estrenada en 1983; "El jinete de la divina providencia", estrenada en 1984; adaptación cinematográfica, 1988; "El oro de la Revolución mexicana"; Premio de la 1a. etapa del Concurso Nacional Histórico, INBA y Gobierno de los estados, 1984; estrenada en 1986.

- Los camaleones, estrenada en 1980.

- La gudogofa, estrenada en 1980.

- Camino de Tatuas, estrenada en 1986.

- Las fábulas perversas, estrenada en 1986.

- Los negros pájaros del adiós, estrenada en 1986.

- El camino rojo a Sabaiba, Premio Juan Ruiz de Alarcón 1987.

- Don Juan Tenorio, de José Zorrilla, estrenada en 1987.

- El caballero de Olmedo, de Lope de Vega, presentada en el Festival Cervantino, 1987.

- Las dulces compañías, Premio Juan Ruiz de Alarcón, 1988.

- La piña y la manzana, estrenada en 1988.

- Los caminos solos, Heraclio Bernal, visión de personaje, estrenada en 1989.

- La infamia, estrenada en 1990.

Poesía:
- Elisa y sus siete muertes (plaqueta), Culiacán, Sinaloa, México, Talleres Verdugo, 1978.